# تسنيم في تفسير القرآن
تسنيم في تفسير القرآن أو تفسير التسنيم هو كتاب لتفسير القران الكريم، قام بانجازه الشيخ عبد الله الجوادي الآملي مفسر وعالم دين ومرجع شيعي، باللغة الفارسية. وقد نهج علی منهج استاذه العلامة محمد حسين الطباطبائي في تفسير الميزان.
صدر هذا التفسير بـ80 مجلّد (من عام 1999 – 2025) عن مؤسسة الإسراء للبحوث والتحقيق.

## المؤلف
آية الله الشيخ عبد الله الجوادي الآملي هو من العلماء والفلاسفة المعاصرين المعروفين في الحوزة الدينية في قم. وهو من أبرز تلامذة المفسر الكبير محمد حسين الطباطبائي الذي يعدّ من أبرز فلاسفة وعرفاء ومفكري الشيعة في القرن العشرين. استمر الشيخ جوادي آملي علی منهج أستاذه في التفسير وتدريس الفلسفة في الحوزات العلمية.
له كتب عديدة حول مواضيع قرآنية وفلسفية وفكرية عامة ومن جملة هذه الكتب يمكن الإشارة إلى كتاب تسنيم في تفسير القرآن، رسالة الهداية، الوحي والنبوة، المعاد في القرآن، الامام المهدي الموجود الموعود، الفلسفة الالهية من منظار الامام الرضا، الولاية العلوية، الحياة الحقيقية للانسان في القرآن وكتاب الخمس.

## المنهجية
يعدّ تفسير التسنيم من التفاسير الجامعة المعاصرة. إعتمد المؤلف فيه علي ثلاثة أساليب في التفسير: تفسير القرآن بالقرآن، وتفسير القرآن بالسنّة، وتفسير القرآن بالعقل والاجتهاد. وهو يری بأن طريقة تفسير القرآن بالقرآن هي أفضل الطرق وأقواها، ففي هذه الطريقة كل آية من القرآن الكريم تتضح من خلال التدبّر في باقي الآيات القرآنية والاستفادة منها.
كما انه لا يری الرجوع إلی كلام المعصومين ضروريا إلا للتقييد أو تخصيص الأطلاق أو عمومه أو لرفع الإبهام في التطبيق والمفهوم، اذ انّ القرآن يفسر نفسه بنفسه. وأما عن أسلوب روايات هذا التفسير، يحاول المؤلف أن يقوم بدراسة سندية وتحليل مفهومي للأحاديث علی أساس معايير فقه الحديث.
يعدّ تفسير التسنيم امتداداً لمنهج صاحب تفسير الميزان. وهو كتاب جاء في شرح الميزان ويقوم بتوضيح مباحث الميزان وتبسيطه والإضافة عليه. فعلى سبيل المثال إذا جاء العلامة الطباطبايي لموضوع ما بنموذجين قرآنيين فقد ذكر آية الله جوادي الآملي له شواهد قرآنية كثيرة.
يؤكد الشيخ الآملي على أن تفسيره يقتدي بتفسير الميزان، وأن تفسير الميزان متقدم على هذا التفسير ليس زمانياً فحسب، وإنما علمياً وتعليمياً أيضاً.

## مضمون الكتاب
أخذ الشيخ الجوادي آملي عنوان كتاب تفسيره من الآية الشريفة ﴿وَمِزَاجُهُ مِنْ تَسْنِيمٍ ۝٢٧ عَيْنًا يَشْرَبُ بِهَا الْمُقَرَّبُونَ ۝٢٨﴾ [المطففين:27–28]. وإن تسنيم هي عين في الجنة يشرب بها المقربون.
يعرض كتاب التسنيم موضوعات كثيرة في حقل العلوم الاجتماعية والعلمية والكلامية، كما أنه لا يخلو من المباحث الفقهية، وإنّ المباحث الفقهية وتفسير الآيات التي تتضمن أحكام وحدود الله أدغمت ضمن التفسير، وطرحت ضمن الأحاديث التفسيرية. كما ان المؤلف تولی مزيداً من الاهتمام لأمور من قبل سياق الآيات، وشأن النزول، والأجواء التي نزلت فيها السورة والآية.
صدر هذا التفسير بـ80 مجلّد (من عام 1999 – 2025) من قبل مركز الإسراء للنشر.

## الترجمة
صدرت الترجمة العربية للأجزاء الأربعة الأولى من الكتاب في الجمهورية الاسلامية الايرانية وقد قام بترجمة هذه الأجزاء كلاً من الدكتور حيدر الحسيني وعبد المطلب رضا، كما قام الشيخ محمد عبد المنعم الخاقاني بمراجعته وتصحيحه وتحقيقه.

## جائزة إيسيسكو
في عام 2006 منحت المنظمة الإسلامية للتربية والعلوم والثقافة الإيسيسكو جائزة الإيسيسكو في فرع الدراسات الإسلامية إلی المفكر الإيراني الشيخ عبد الله جوادي آملي عن كتابه تفسير التسنيم.
وان الإيسيسكو هي منظمة متخصصة تعمل في إطار منظمة التعاون الإسلامي وكل عام تقوم بمنح جوائز للباحثين في حقول الدراسات الإسلامية تشجيعا لحركة التأليف العلمي الرصين وتعريفا بالكتاب الإسلامي المعاصر.